# The Mad Monster
The Mad Monster – amerykański horror z 1942 roku w reżyserii Sama Newfielda.

## Opis fabuły
Doktor Cameron w wyniku esperymentów stworzył serum umożliwiające zmianę ludzi w wilko-podobne bestie.  Używając swego wynalazku zmienia ogrodnika, Petro, w potwora i rozkazuje mu pozabijać wszystkich, których wini za swe niepowodzenia. 
Córka doktora, Lenora, zaczyna domyślać się prawdy i wyznaje wszystko reporterowi Tomowi Gregory'emu.

## Obsada[1]
- Johnny Downs - Tom Gregory
- George Zucco - Dr Lorenzo Cameron
- Anne Nagel - Lenora  Cameron
- Glenn Strange - Petro